# Aielli
Aielli is een gemeente in de Italiaanse provincie L'Aquila, regio Abruzzen en telt 1517 inwoners (31-12-2004). De oppervlakte bedraagt 34,7 km², de bevolkingsdichtheid is 43 inwoners per km².
De gemeente is onderverdeeld in de volgende frazioni: Aielli Stazione.

## Demografie
Aielli telt ongeveer 685 huishoudens. Het aantal inwoners steeg in de periode 1991-2001 met 0,3%.
| inwoneraantal 1991                        | inwoneraantal 2001 |
| ----------------------------------------- | ------------------ |
| 1473                                      | 1477               |
| Cijfers tienjaarlijkse volkstelling ISTAT |                    |

## Geografie
De gemeente ligt op ongeveer 1021 m boven zeeniveau. Aielli grenst aan de volgende gemeenten: Celano, Cerchio, Collarmele, Ovindoli, San Benedetto dei Marsi.